# Степной (Светлинский район)
Степной — посёлок в Светлинском районе Оренбургской области России. Административный центр Степного сельсовета.

## География
Расположен на правом берегу реки Буруктал, в 12 км к западу от районного центра — посёлка Светлый.

## История
В 1962 г. указом Президиума Верховного Совета РСФСР посёлок центральной усадьбы совхоза имени XIX партсъезда переименован в Степной.

## Население
| 2010 |
| ---- |
| 636  |

Национальный состав
По данным Всероссийской переписи населения 2010 года:
| № | Национальность | Численность, чел. | Доля  |
| - | -------------- | ----------------- | ----- |
| 1 | русские        | 500               | 79 %  |
| 2 | казахи         | 61                | 10 %  |
| 3 | мордва         | 16                | 2,5 % |
| 4 | украинцы       | 12                | 1,9 % |
| 5 | другие         | 47                | 7,4 % |